# Scott Marlowe
Scott Gregory Marlowe, nome artístico de Ronald Richard DeLeo (Newark,  24 de junho de 1932 - Los Angeles, 6 de janeiro de 2001), foi um ator norte-americano. Era irmão dos músicos Robert DeLeo e Dean DeLeo.
Suas atuações englobam séries da televisão, como em The Time Tunnel, onde é um dos protagonista do episódio da tentativa de assassinato do presidente Abraham Lincoln ou em Hawaii Five-O. Também atuou em produções cinematográficas, como o seu filme de estreia "Attila", filme franco-italiano de 1954, onde trabalhou ao lado de Anthony Quinn ou em Young and Wild, de 1958, e Circle of Power, de 1981.
No teatro, participou de várias produções e foi membro fundador da companhia "Theatre West" de Los Angeles. Mas foi em Death of a Salesman, na produção original de Arthur Miller, encenado no "Chicago Civic Theatre", que ganhou destaque no cenário teatral. Seu último trabalho foi no filme de ação "Counter Measures" de 1998 (lançado somente em vídeo). 
Um ataque fulminante do coração interrompeu sua vida, aos 68 anos de idade, em janeiro de 2001.